# Jurij Brenčič
Jurij Vinko Brenčič, slovenski kemik, univerzitetni profesor, * 18. februar 1940, Ptuj, † 28. junij 2013, Ljubljana.
Zgodnje otroštvo je preživel večinoma v kraju Titovo Užice v Srbiji, kjer je živela tudi njegova družina. Leta 1945 so se skupaj vrnili na Ptuj, kjer je obiskoval osnovno in srednjo šolo.
Nad kemijo je bil navdušen od trenutka, ko se je z njo seznanil, zato se je kasneje, leta 1958, vpisal na študij kemije Univerze v Ljubljani. Ne le, da je bil odličen študent, kasneje se je pridružil demonstratorjem na oddelku za anorgansko kemijo. Leta 1962 je zaključil dodiplomski študij in nekaj mesecev pozneje postal asistent profesorja na fakulteti kjer je študiral, tri leta kasneje pa je končal tudi magisterij in tezo o vplivu atmosfere na reakcije med CaCO3-MoO3 itd., za to delo je prejel tudi Prešernovo nagrado.
Leta 1967 se je pridružil raziskovalni ekipi na Inštitutu za tehnologijo na Cambridgu. Ko se je vrnil iz Amerike je končal svoj doktorski študij in začel svojo samostojno pot kot profesor na Fakulteti za kemijo in kemijsko tehnologijo Univerze v Ljubljani in tam poučeval celotno svojo kariero. Med tem je napisal tudi visokošolski učbenik Splošna in anorganska kemija s svojim dolgoletnim sodelavcem Francem Lazarinijem, ki je bil objavljen leta 1984 kot prvi slovenski univerzitetni kemijski učbenik. Upokojil se je leta 2007 in prejel naziv zaslužni profesor Univerze v Ljubljani.